# Урочище Лупені (заказник)
Урочище «Лупені» — ботанічний заказник місцевого значення. Об'єкт розташований на території Снятинського району Івано-Франківської області, Заболотівське лісництво, квартал 23, виділи 17—19, квартал 24, виділи 1—4.
Площа — 8,9000 га, статус отриманий у 1993 році.